# Enterrament celestial

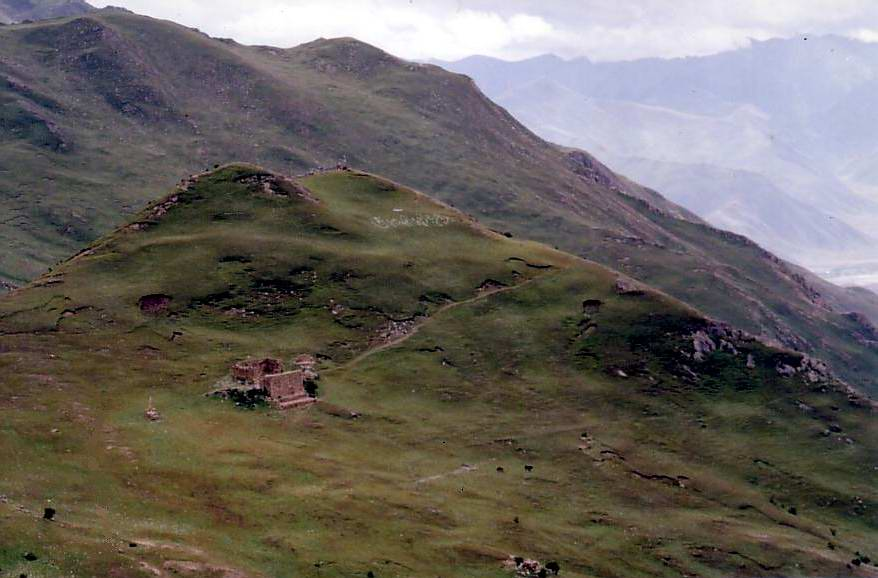
Un lloc d'enterrament del cel a la vall de Yerpa, Tibet

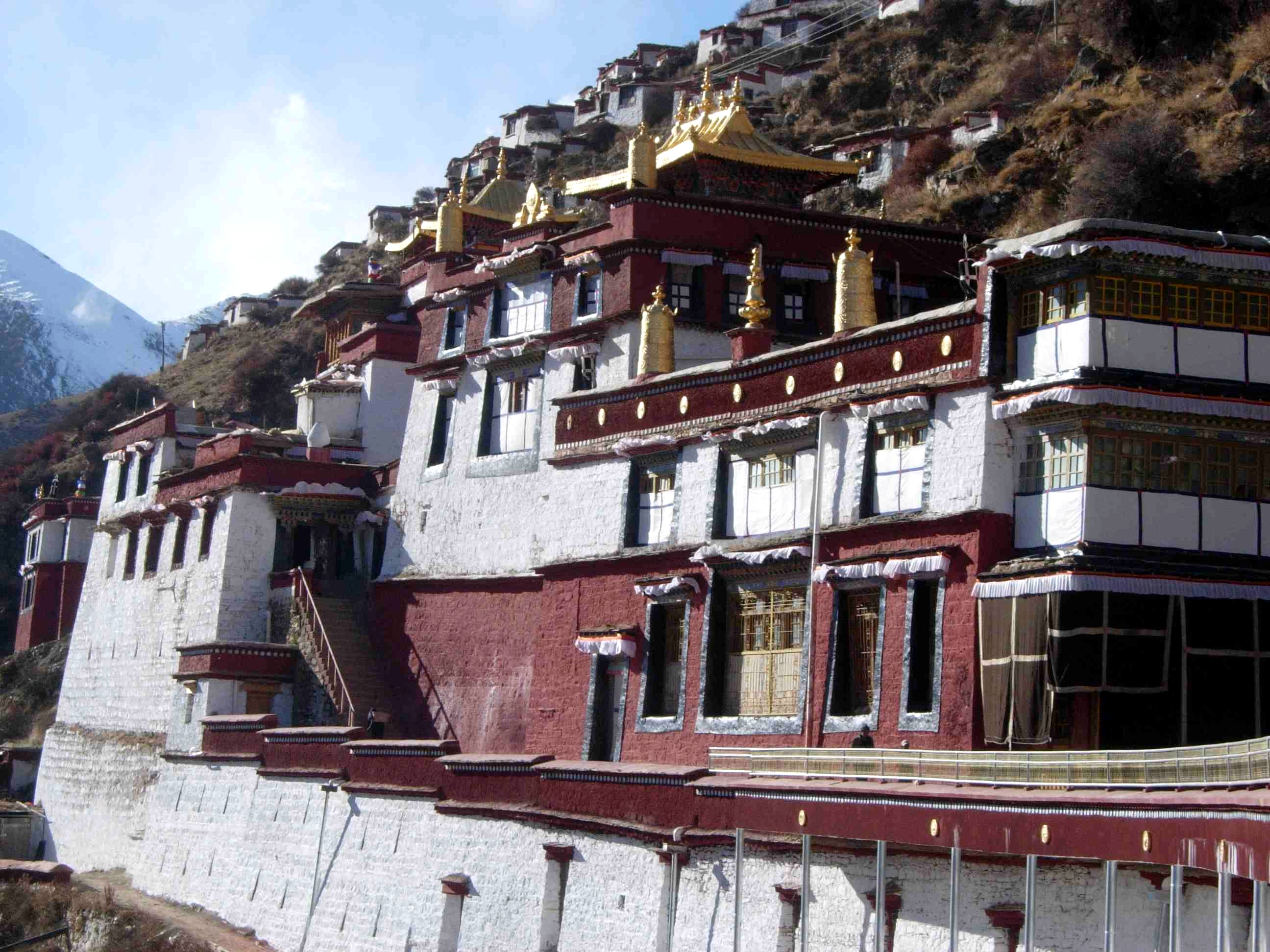
Monestir de Drigung, monestir tibetà en el que es porten a terme enterraments del cel.

Enterrament del cel (Tibetà: བྱ་གཏོར་, Wylie: bya gtor, lit. "Ocell-escampat") o jhator, és una pràctica funerària en que un cadàver humà és col·locat en un al cim d'una muntanya, exposada al Mahabhuta en estat de putrefacció per a ser menjat per ocells carronyaires. És un tipus específic de la pràctica d'excarnació. És practica a les províncies xineses i regions autònomes del Tibet, Qinghai, Sichuan i Mongòlia Interior. També hi ha pràctiques similars a Mongòlia, Bhutan i parts de l'Índia com Sikkim i Zanskar. Les ubicacions de preparació i enterrament de cel són enteses en les tradicions budistes del Vajrayana com terres de cremació. Algunes pràctiques comparables formen part del Zoroastrisme on el cos del difunt és exposat als elements i ocells carronyaires damunt estructures de pedra conegudes com a Dakhma. En l'actualitat queden pocs espais operatius a causa de la marginalitat religiosa, urbanització i la disminució de les poblacions de voltors.
La majoria dels tibetans i molts mongols s'adhereixen al budisme Vajrayana, que ensenya la transmigració dels esperits. No hi ha necessitat de preservar el cos, ja que ara és un recipient buit. Les aus poden menjar-lo o la natura pot fer que es descompongui. La funció de l'enterrament del cel és simplement disposar de les restes de la forma més generosa possible (l'origen del nom tibetà de la pràctica). En bona part del Tibet i Qinghai, el terreny és massa dur i pedregós per cavar una tomba i, a causa de l'escassetat de combustible i fusta, els enterraments del cel eren normalment més pràctics que la pràctica budista tradicional de la cremació. En el passat, la cremació es limitava a alts lames i alguns altres dignataris, però la tecnologia moderna i les dificultats amb l'enterrament del cel han fet augmentar l'ús de la cremació per part del poble senzill.
Altres nacions que van fer enterraments del cel han sigut les nacions del Caucas com els Georgians, Abkhazians i Adygés, els quals col·locaven el cadàver en un tronc buit.

## Història i desenvolupament
Sembla que els enterraments celestes tibetans han evolucionat a partir d'antigues pràctiques d'excarnació de cadàvers tal com s'han descobert en jaciments arqueològics de la regió. Aquestes pràctiques es van produir probablement de consideracions de tipus pràctic. Els costums es registren per primera vegada en un tractat budista indígena del segle xii, conegut col·loquialment com el Llibre Tibetà dels Morts (Bardo Thodol). Sembla que el tantrisme tibetà va influir en aquest procediment. Al cos del difunt se li practiquen talls o incisions seguint les instruccions que dona un lama o un adepte.

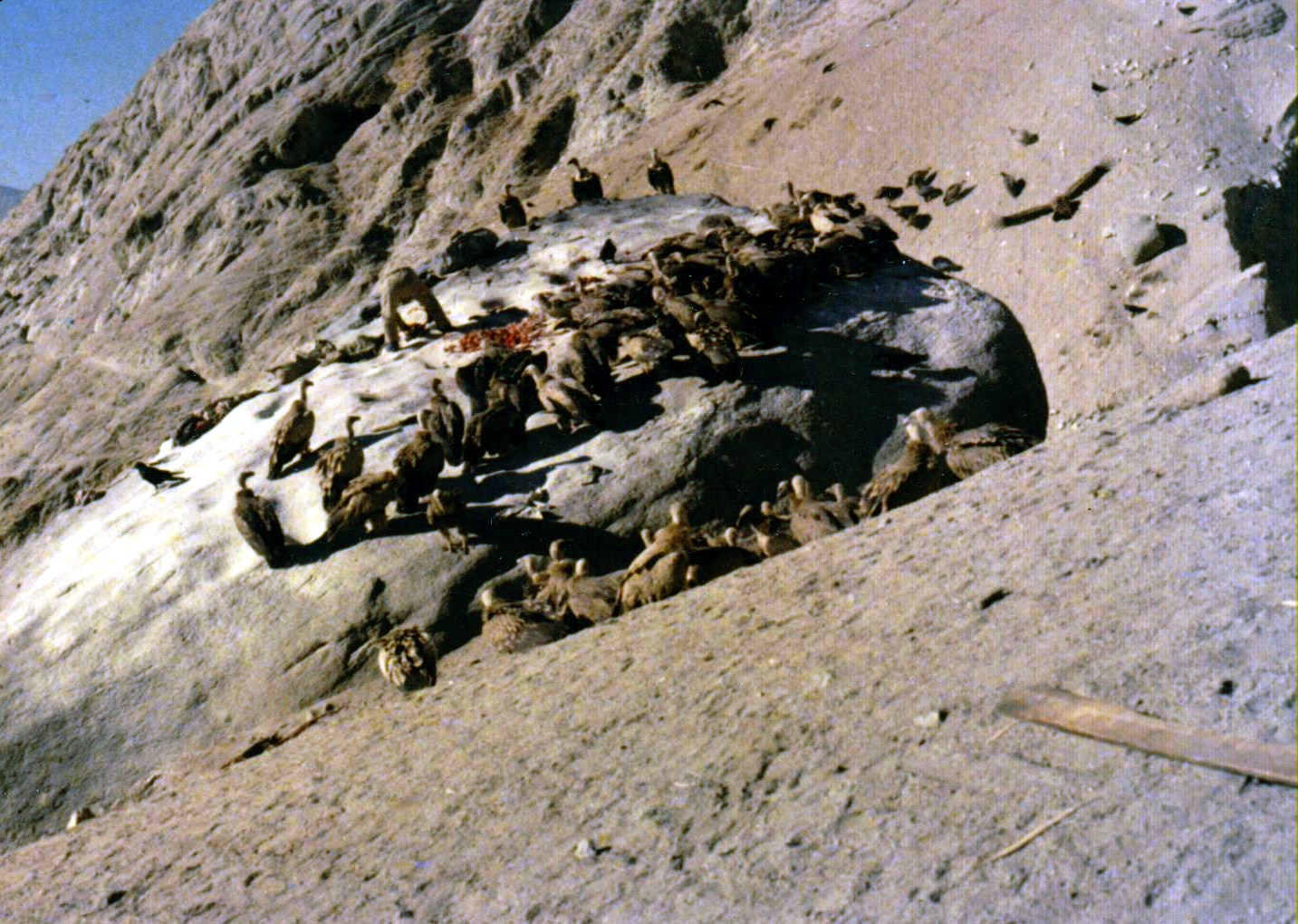
Voltors alimentant-se de trossos de cos tallats en un enterrament del cel de 1985 a Lhasa, Tibet

Els mongols tradicionalment enterraven els seus morts, de vegades amb sacrificis humans o d'animals per als dirigents més rics, però els Tumed van adoptar l'enterrament del cel després de la seva conversió al budisme tibetà sota Altan Khan durant la dinastia Ming i altres tribus es van convertir posteriorment sota la dinastia Qing.
L'enterrament del cel va ser tractat inicialment com una superstició primitiva i va ser motiu de preocupació sanitària pels governs comunistes, tant de la República Popular de la Xina com de Mongòlia. Ambdós estats van tancar molts temples i la Xina va prohibir completament aquesta pràctica des de la Revolució Cultural de finals dels anys 1960 fins als anys 80. Durant aquest període, es van considerar els enterraments del cel entre els Quatre antigalles, que va ser el terme genèric que utilitzaven els comunistes per descriure costums, cultures i idees anti-proletàries. Com a resultat d'aquestes polítiques, molts cadàvers van ser simplement enterrats o llançats als rius. Moltes famílies creien que l'ànima d'aquestes persones mai no escaparien del purgatori i es convertirien en fantasmes. L'enterrament del cel, però es va continuar practicant a les zones rurals, i fins i tot ha rebut protecció oficial en els darrers anys. Tanmateix, la pràctica continua disminuint per diverses raons: les restriccions a la seva pràctica a prop de les àrees urbanes, i la disminució del nombre de voltors als districtes rurals. Finalment, la pràctica tibetana estableix que el iac que porta el cos a lrd terres de cremació s'hauria de deixar lliure, fent el ritu fos molt més car que un servei de crematori habitual.

## Finalitat i significació

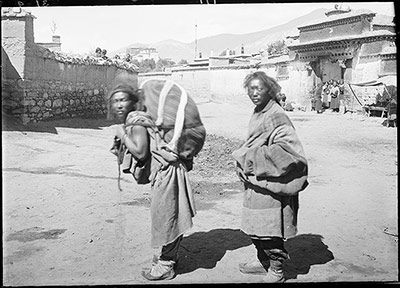
Un cadàver es portat des de Lhasa per un enterrament del cel cap al 1920

Per als budistes tibetans, l'enterrament i la cremació del cel són una mostra educativa sobre la volatilitat de la vida. Jhator es considera un acte de generositat per part del mort, ja que el difunt i els seus parents supervivents proporcionen menjar per sostenir els éssers vius de la regió. Aquesta generositat i compassió per a tots els éssers són virtuts importants en el budisme.
Tot i que alguns observadors han suggerit que el jhator també està destinat a unir la persona morta amb el cel o el regne sagrat, això no sembla coherent amb la majoria dels comentaris i testimonis presencials, que indiquen que els tibetans creuen que en aquest moment la vida ha deixat completament el cos, i el cos no conté res més que simple carn.
Només les persones que coneixen directament el difunt solen observar-lo, quan l'excarnació succeeix de nit.

## Iconografia vajrayana
La tradició i el costum del jhator van permetre a la medicina tradicional tibetana i la iconografia Thangka mostrar una visió particular del funcionament interior del cos humà. Les peces de l'esquelet humà van ser utilitzades com eines rituals com la Kapala o el Rkang gling.
Els "ornaments simbòlics d'os" (Skt: aṣṭhiamudrā ; Tib: rus pa'i rgyanl phyag rgya) també són coneguts com a " mudra " o "segells". El Tantra Hevajra identifica els ornaments simbòlics dels ossos amb els cinc savieses. El Jamgon Kongtrul en el seu comentari a Tantra Hevajra ho explica més endavant.

## Ambientació

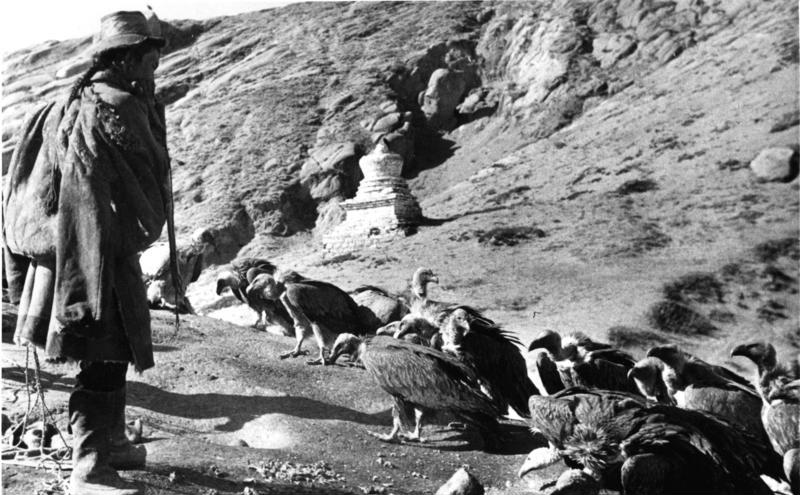
Foto del 1938 de l'enterrament del cel del Bundesarchiv

Es fa un jhator tradicional en llocs especificats al Tibet, i als voltants tradicionalment ocupats pels tibetans). El Monestir de Drigung és un dels tres llocs més importants per la pràctica del jhator .
El procediment es realitza sobre una gran roca plana utilitzada per aquest propòsit. El sòl crematori (durtro) sempre és en la part superior del seu entorn. Pot ser molt senzill, practicant-se només en la roca plana, o més elaborat, incorporant temples i stupa (chorten en tibetà).
Els parents poden romandre a prop durant el jhator. Possiblement en un lloc on no ho puguin veure directament. El jhator sol tenir lloc a l'alba.
El procediment jhator complet, descriu més endavant, és elaborat i car. Aquells que no s'ho poden permetre, simplement situen el seu difunt en una roca alta on el cos es descompon o és menjat per ocells carronyaires i altres animals.
El 2010, un important lama encarnat tibetà, Metrul Tendzin Gyatso, va visitar el lloc d'enterrament del cel a prop de l'Institut Budista de Larung Gar, al comtat de Sertar, Sichuan, i va quedar consternat pel seu mal estat. Amb l'objectiu de restaurar la dignitat als morts i crear un entorn millor per als voltors, el lama va reconstruir i va millorar la plataforma on es tallen els cossos, afegint moltes estàtues i altres figures al seu voltant, i construint un gran aparcament per la comoditat dels visitants.

## Procediment
Les referències dels observadors varien. Observadors dels Estats Units i Europa es s'han combinat a partir de diversos informes que s'han pogut documentar finalment 

### Participants
Abans de la seva execució, els monjos poden cantar mantres al voltant del cos i cremar encens de ginebre, tot i que sovint es fan activitats cerimonials el dia anterior.
El treball d'especejament del cos pot ser realitzat per un monjo o, més habitualment, pels rogyapas ("trencadors de cossos").
Tots els relats dels testimonis oculars remarcaven que els rogyapas no realitzaven la seva tasca de forma greu o cerimoniosa, sinó que parlaven i reien com durant qualsevol altre tipus de treball físic. Segons l'ensenyament budista, això facilita l'anima del difunt passar del pla incert entre la vida i la mort cap a la reencarnació.
Alguns documents es refereixen a individus que duen a terme rituals d'enterrament celeste com a "Tokden", que és tibetà per "Mestre d'enterrament celestial". Si bé un Todken té un paper important en els ritus d'enterrament, sovint són persones amb un estatus social baix, i de vegades reben el pagament de les famílies del difunt.

### Esquarterament del cos

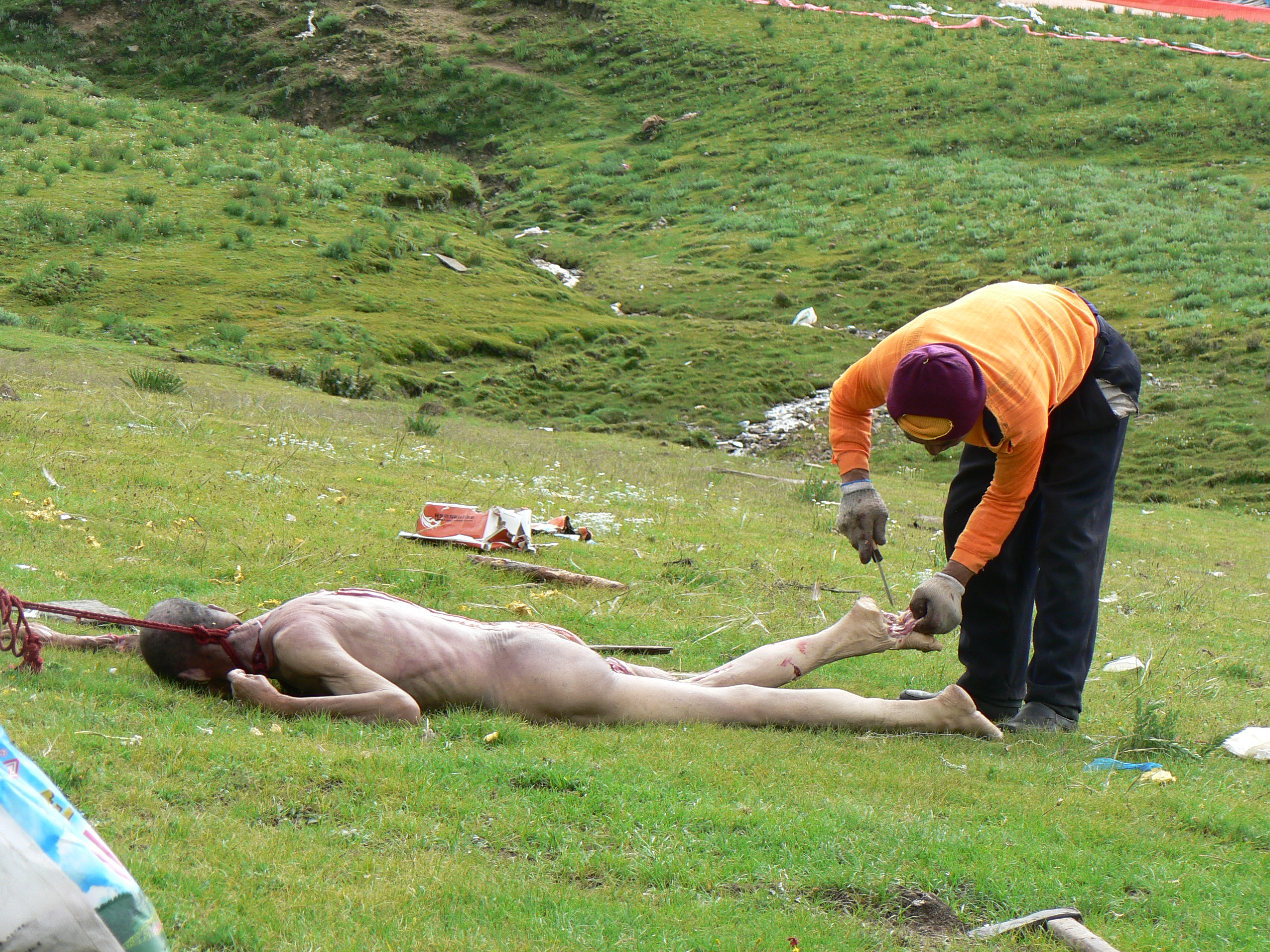
Un cos que s'està preparant per a l'enterrament del cel a Sichuan.

Segons la majoria d'informacions, als voltors se'ls hi dona tot el cos. Aleshores, quan només queden els ossos, aquests son trencats amb maçes, s'ungeixenamb tsampa (farina d'ordi amb te, i mantega de iac, o llet), i es dona als corbs i falcons que han esperat que els voltors marxessin.
En un sol informe, l'encarregat rogyapa tallava les extremitats i parts del cos, lliurant cadascuna als seus ajudants, que utilitzaven roques per colpejar la carn i ossos fins a extreure'n la medul·la òssia, que barrejaven amb tsampa abans que els voltors fossin cridats a menjar. En alguns casos, un Todken utilitzaria eines de carnisser per taller el cos.
De vegades els òrgans interns eren extirpats i processats per separat, però també eren consumits per les aus. El cabell es treu del cap i es pot llençar simplement. A Drigung, sembla que una mica de pèl es conserva a una habitació del monestir.
Cap dels testimonis oculars no especifica quin tipus de ganivet s'utilitza al jhator. Una font afirma que es tracta d'un "ganivet de ritual" o trigu (sànscrit kartika). Però una altra expressa escepticisme, remarcant que el trigu es considera l'eina de la dona, ja que els rogyapas semblen exclusivament masculins.

### Voltors

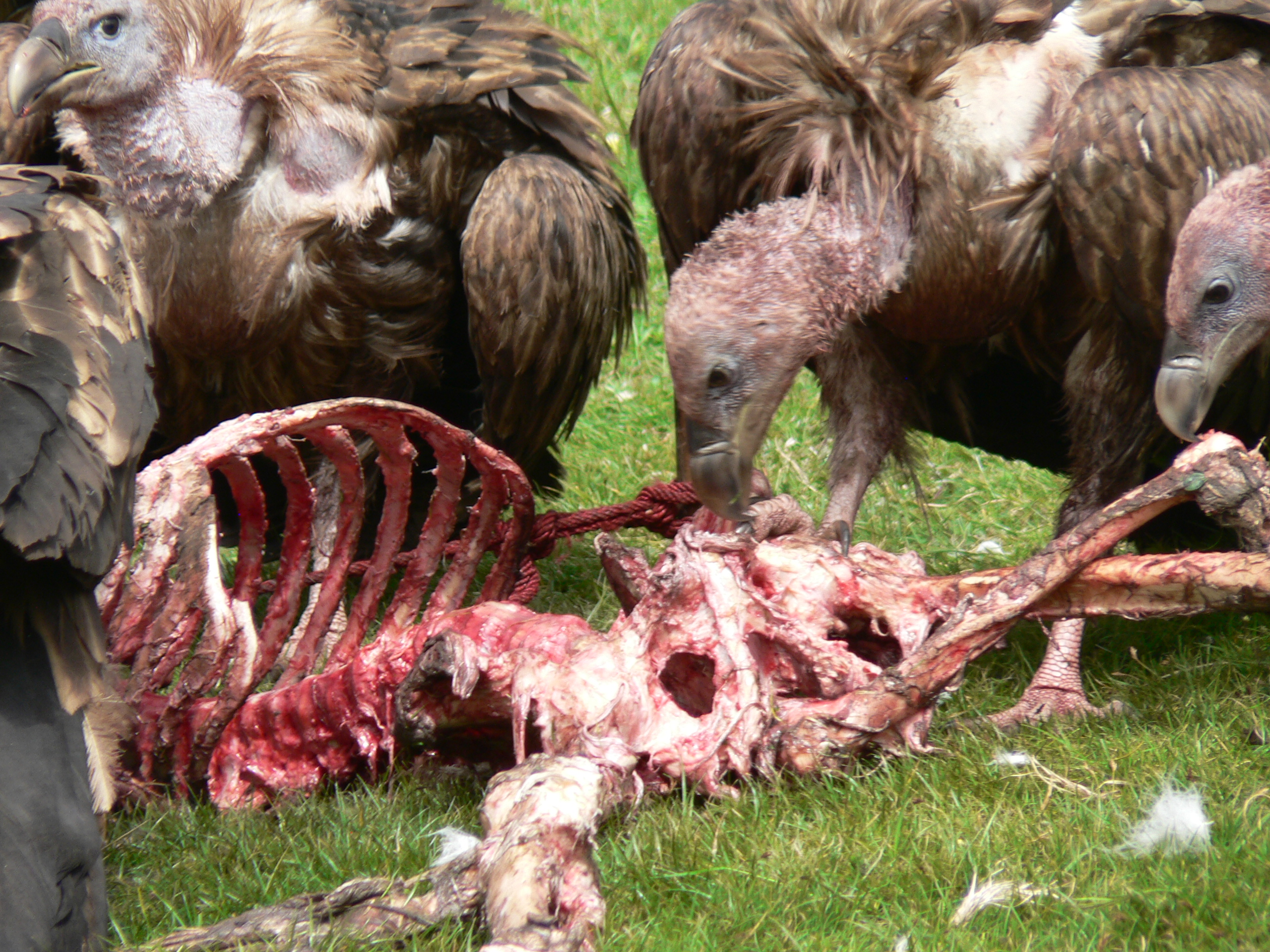
Les restes esquelètiques a mesura que s'alimenten els voltors en aquest ritual funerari

Les espècies que contribueixen al ritual són típicament els voltors comuns i el voltor de l'Himàlaia.
En llocs on hi ha diverses ofrenes jhator cada dia, de vegades als ocells se'ls ha de persuadir perquè es puguin menjar els cossos, cosa que es pot dur a terme amb un ball ritual. Es considera un mal averany si els voltors no mengen o si fins i tot es queda una petita porció del cos després que els ocells volin. En aquests casos, se sol creure que l'individu enterrat va cometre tants pecats que el seu cos es considera massa brut per menjar, o que la família de l'individu no va observar els rituals adequats.
En els llocs on s'ofereixen menys cossos, els voltors estan més famolencs i, de vegades, s'han de combatre amb pals durant els primers preparatius. Sovint hi ha un límit en la quantitat de cadàvers que poden ser consumits en un determinat lloc sepulcral, cosa que fa que els lames es puguin trobin en diferents espais. Es creu que si hi ha massa cadàvers en un lloc sepulcral determinat, poden aparèixer fantasmes.

## Zoroastrisme
Els antics practicants del zoroastrisme creien que el cos mort havia de ser col·locat en una estructura anomenada Dakhma (Torres del silenci) a la qual els ocells rapinyaires hi eren cridats. L'enterrament o la crema dels cadàvers provocarien que l'aigua i el sòl quedessin bruts, cosa que estava prohibida en aquesta antiga religió.

## En la cultura popular
Es va rodar un jhator, amb permís de la família, per al documental sobre Frederique Darragon: Secret Towers of the Himalayas, que es va emetre al Discovery Science a la tardor del 2008. El treball del càmera va ser escrupolosament cuidadós per no mostrar mai el propi cos, mentre es documentava el procediment, amb els ocells i les eines.
Aquest ritual va ser presentat en pel·lícules com El lladre de cavalls, Kundun i Himalaya.
Un enterrament celestial també va documentar a la sèrie Human Planet de la BBC 
En el llibre semi-autobiogràfic Wolf Totem parla de l'enterrament del cel.
Els enterraments del cel es troben entre els mètodes d'enterrament tractats a l'obra de Neil Gaiman a The Sandman: Worlds ’End.